# Engelbert al III-lea de Istria
Engelbert al III-lea (d. 6 octombrie 1173) a fost margraf de Istria și de Carniola (Craina) din 1124 până la moarte și margraf de Toscana între 1135 și 1137.
Engelbert aparținea familiei de Sponheim, fiind fiul mai mare al margrafului Engelbert al II-lea cu Uta de Passau. El a succedat tatălui său în Marca de Istria, atunci când acesta a fost promovat ca duce de Carintia.
Între 1135 și 1137 Engelbert a fost și margraf de Toscana. În 1156, el a fost printre martorii care au asistat la Privilegium Minus, actul de creare a Ducatului de Austria.
Engelbert a fost căsătorit cu Matilda de Sulzbach (d. 1165), fiica cea mică a lui Berengar I de Sulzbach. Astfel, el era cumnat cu Gertruda de Sulzbach, soția regelui romano-german Conrad al III-lea, și cu Bertha ("bizantinizată" sub numele de Irina), soția împăratului Manuel I Comnen al Bizanțului.
Fiul său Pellegrino a fost Patriarhul Aquileiei între 1195 și 1204.